# Влазнія (Шкодер)
«Влазнія» (алб. KS Vllaznia Shkodër) — албанський футбольний клуб зі Шкодера, заснований 1919 року. Виступає у найвищому дивізіоні Албанії. Назва клубу походить зі скандинавської міфології, де означає домівку бога весни Бальдра.

## Досягнення
Чемпіонат Албанії
- Чемпіон (9): 1945, 1946, 1971–72, 1973–74, 1977–78, 1982–83, 1991–92, 1997–98, 2000–01
- Срібний призер (13): 1932, 1933, 1936, 1937, 1947, 1949, 1974–75, 1996–97, 1998–99, 2002–03, 2008–09, 2020–21, 2024–25

Кубок Албанії
- Володар кубка (8): 1964–65, 1971–72, 1978–79, 1980–81, 1986–87, 2007–08, 2020–21, 2021–22
- Фіналіст (7): 1965–66, 1967–68, 1969–70, 1985–86, 1998–99, 2005–06, 2009–10

Суперкубок Албанії
- Володар кубка (2): 1998, 2001
- Фіналіст (4): 1992, 2008, 2021, 2022

## Виступи в єврокубках
Станом на 22 липня 2011.
| Сезон   | Змагання                     | Раунд | Країна     | Клуб              | Вдома | На виїзді        |
| ------- | ---------------------------- | ----- | ---------- | ----------------- | ----- | ---------------- |
| 1978–79 | Кубок Європейських чемпіонів | 1Р    | Австрія    | Аустрія (Відень)  | 2–0   | 1–4              |
| 1987–88 | Кубок володарів кубків       | 1Р    | Мальта     | Сліма Вондерерс   | 2–0   | 4–0              |
| 1987–88 | Кубок володарів кубків       | 2R    | Фінляндія  | РоПС              | 0–1   | 0–1              |
| 1991–92 | Кубок УЄФА                   | 1Р    | Греція     | АЕК               | 0–1   | 0–2              |
| 1998–99 | Ліга чемпіонів УЄФА          | КР    | Грузія     | Динамо Тбілісі    | 3–1   | 0–3 (присуджено) |
| 1999–00 | Кубок УЄФА                   | КР    | Словаччина | Спартак Трнава    | 1–1   | 0–2              |
| 2000    | Кубок Інтертото              | 1Р    | Кіпр       | Неа Саламіна      | 1–2   | 1–4              |
| 2001–02 | Ліга чемпіонів УЄФА          | 1КР   | Ісландія   | КР                | 1–0   | 1–2              |
| 2001–02 | Ліга чемпіонів УЄФА          | 2QR   | Туреччина  | Галатасарай       | 1–4   | 0–2              |
| 2003–04 | Кубок УЄФА                   | КР    | Шотландія  | Данді             | 0–2   | 0–4              |
| 2004    | Кубок Інтертото              | 1Р    | Ізраїль    | Хапоель Беер-Шева | 1–2   | 3–0              |
| 2004    | Кубок Інтертото              | 2Р    | Хорватія   | Славен Белупо     | 1–0   | 0–2              |
| 2007    | Кубок Інтертото              | 1Р    | Хорватія   | Загреб            | 1–0   | 1–2              |
| 2007    | Кубок Інтертото              | 2Р    | Туреччина  | Трабзонспор       | 0–4   | 0–6              |
| 2008–09 | Кубок УЄФА                   | 1КР   | Словенія   | Копер             | 0–0   | 2–1              |
| 2008–09 | Кубок УЄФА                   | 2КР   | Італія     | Наполі            | 0–3   | 0–5              |
| 2009–10 | Ліга Європи                  | 1КР   | Ірландія   | Слайго Роверз     | 1–1   | 2–1              |
| 2009–10 | Ліга Європи                  | 2КР   | Австрія    | Рапід Відень      | 0–3   | 0–5              |
| 2011–12 | Ліга Європи                  | 1КР   | Мальта     | Біркіркара        | 1–1   | 1–0              |
| 2011–12 | Ліга Європи                  | 2КР   | Швейцарія  | Тун               | 0–0   | 1–2              |

- КР = Кваліфікаційний раунд
- 1Р = Перший раунд
- 2Р = Другий раунд